# 前波景當
前波景當（?—1570年12月23日），日本戰國時代的武將。朝倉氏家臣。父親是前波景定。
前波氏是以一乘谷附近的前波村為本據地的地侍，家柄是朝倉氏第一直臣。

## 生平
生年不詳，家中嫡男。繼承前波氏嫡流藤右衛門尉家。永祿8年（1565年），作為朝倉義景的奉行人行動。永祿11年（1568年）5月，在足利義昭訪問朝倉館時，以第一年寄眾的身份，負責接待等。同年7月，在義昭離開一乘谷並前往投靠織田信長時，與朝倉景恒一同率領2千士兵，護送義昭前往近江國。
元龜元年（1570年）9月，跟隨義景向西近江出陣（志賀之陣），在對陣中，於義景向賀茂別雷神社發出的禁制中附上副狀等。11月26日，在堅田眾的豬飼昇貞向信長投降後，與朝倉景鏡等人一同攻撃，殺死坂井政尚，最終戰死。法名是台峯院殿義山玄道大居士。

## 子孫
兒子勝秀（生年不詳—元和6年（1620年）。通稱吉右衛門、半入）在朝倉氏滅亡後，仕於豐臣秀吉，擔任御咄眾，後來仕於德川家康。

## 外部連結
- 武家家伝＿前波(桂田)氏 （页面存档备份，存于）